# Damiano Zoffoli
Damiano Zoffoli (ur. 17 lipca 1960 w Cesenatico) – włoski polityk, działacz samorządowy i lekarz dentysta, deputowany do Parlamentu Europejskiego VIII kadencji.

## Życiorys
W 1986 ukończył studia medyczne na Uniwersytecie Bolońskim, pracował następnie w zawodzie dentysty. Od 1993 był radnym swojej rodzinnej miejscowości, następnie od 1997 do 2005 pełnił funkcję burmistrza Cesenatico. Później wybierany do rady regionu Emilia-Romania, najpierw z ramienia Drzewa Oliwnego, następnie z listy Partii Demokratycznej.
W wyborach w 2014 bez powodzenia kandydował do PE. Mandat eurodeputowanego VIII kadencji objął jednak 18 lutego 2015 w miejsce Alessandry Moretti.